# 1630 az irodalomban
Az 1630. év az irodalomban.

## Publikációk
- Szenczi Molnár Albert: Discvrsvs de svmmo bono, Az legfoeb iorol… Georg Ziegler erkölcsfilozófiai munkájának fordítása (Lőcse).

## Születések
- február 8. – Pierre Daniel Huet francia író, püspök, filológus és filozófus († 1721)

## Halálozások
- május 9. – Théodore Agrippa d'Aubigné költő, író, a francia barokk költészet jeles képviselője (* 1552)